# IBEX 35
IBEX 35 (IBerian IndEX) — фондовий індекс Мадридської фондової біржі, головної фондовій біржі Іспанії. Індекс, започаткований у 1992 році, управляється та розраховується Sociedad de Bolsas, дочірньою компанією Bolsas y Mercados Españoles (BME), яка управляє іспанськими ринками цінних паперів (включаючи Мадридську фондову біржу). Це індекс, зважений за капіталізацією. Він включає 35 найбільш ліквідних іспанських акцій, що котируються на Мадридській фондовій біржі, і переглядається двічі на рік. Торгівля опціонами та ф'ючерсними контрактами на IBEX 35 забезпечується MEFF (Mercado Español de Futuros Financieros), ще однією дочірньою компанією BME.

## Історія

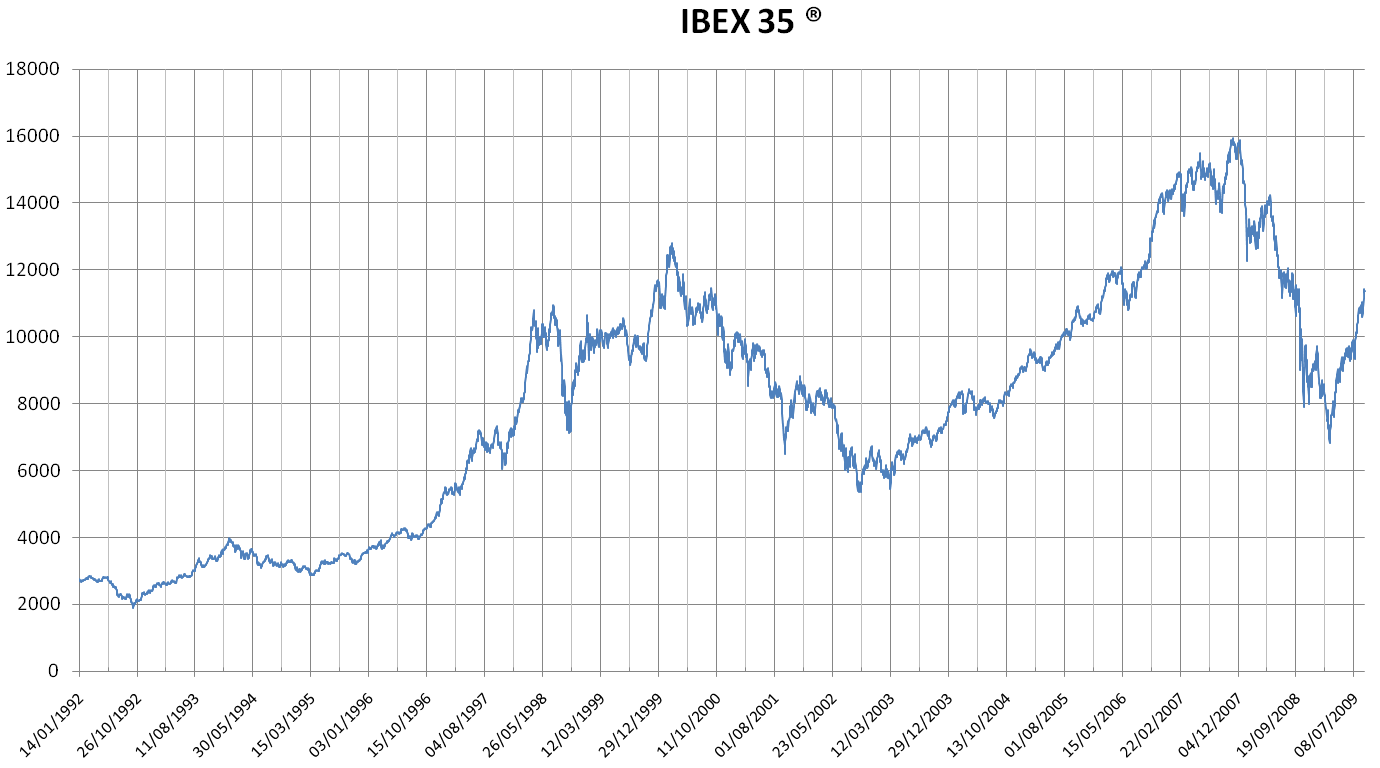
IBEX 35 між 1992 та 2009 роками

Індекс IBEX 35 був урочисто відкритий 14 січня 1992 року, хоча існують розрахункові значення індексу ще до 29 грудня 1989 року, де базове значення становить 3 000 балів.
Між 2000 і 2007 роками індекс перевершив багато західних індексів, зумовлене відносно сильним внутрішнім економічним зростанням, яке особливо допомогло галузям будівництва та нерухомості. Отже, в той час, як рекордні на сьогодні максимуми FTSE 100, CAC 40 та AEX, наприклад, були встановлені під час бульбашки доткомів у 1999 та 2000 роках, історичний максимум індексу IBEX 35 у 15 945,70 був досягнутий 8 листопада 2007 р.
Фінансова криза 2007-2008 років спричинила надзвичайну волатильність на ринках, і призвела до найбільшого одноденного відсоткового падіння та зростання в історії IBEX 35. Індекс закрився на 7,5% вниз 21 січня 2008 року, що стало другим найбільшим падінням на іспанському фондовому ринку з 1987 року, і піднявся на рекордні 6,95% через три дні.

## Складові індексу
Станом на 23 вересня 2024 до складу індексу входять наступні 35 компаній:
| Тикер   | Компанія                     | Сектор                   |
| ------- | ---------------------------- | ------------------------ |
| ACS.MC  | ACS                          | Будівництво              |
| ACX.MC  | Acerinox                     | Сталь                    |
| AENA.MC | Aena                         | Авіація                  |
| AMS.MC  | Amadeus IT Group             | Туризм                   |
| ANA.MC  | Acciona                      | Будівництво              |
| ANE.MC  | Acciona Energía              | Енергетика               |
| BBVA.MC | BBVA                         | Фінансові послуги        |
| BKT.MC  | Bankinter                    | Фінансові послуги        |
| CABK.MC | CaixaBank                    | Фінансові послуги        |
| CLNX.MC | Cellnex Telecom              | Телекомунікації          |
| COL.MC  | Inmobiliaria Colonial        | Нерухомість              |
| ELE.MC  | Endesa                       | Енергетика               |
| ENG.MC  | Enagás                       | Енергія                  |
| FDR.MC  | Fluidra                      | Виробництво              |
| FER.MC  | Ferrovial                    | Інфраструктура           |
| GRF.MC  | Grifols                      | Фармацевтика             |
| IAG.MC  | International Airlines Group | Авіація                  |
| IBE.MC  | Iberdrola                    | Енергетика               |
| IDR.MC  | Indra                        | Інформаційні технології  |
| ITX.MC  | Inditex                      | Текстильна промисловість |
| LOG.MC  | Logista                      | Логістика                |
| MAP.MC  | Mapfre                       | Страхування              |
| MRL.MC  | Merlin Properties            | Нерухомість              |
| MTS.MC  | ArcelorMittal                | Сталь                    |
| NTGY.MC | Naturgy                      | Енергетика               |
| PUIG.MC | Puig                         | Одяг та косметика        |
| RED.MC  | Redeia Corporación           | Енергетика               |
| REP.MC  | Repsol                       | Нафта і газ              |
| ROVI.MC | Rovi                         | Фармацевтичні препарати  |
| SAB.MC  | Banco Sabadell               | Фінансові послуги        |
| SAN.MC  | Santander                    | Фінансові послуги        |
| SCYR.MC | Sacyr                        | Будівництво              |
| SLR.MC  | Solaria                      | Сонячна енергія          |
| TEF.MC  | Telefónica                   | Телекомунікації          |
| UNI.MC  | Unicaja                      | Фінансові послуги        |